# Сплитска
Сплитска је насељено место у саставу града Супетра, на острву Брачу, Сплитско-далматинска жупанија, Република Хрватска.

## Историја
До територијалне реорганизације у Хрватској налазила се у саставу старе општине Брач.

## Становништво
На попису становништва 2011. године, Сплитска је имала 368 становника.
| Број становника по пописима | Број становника по пописима | Број становника по пописима | Број становника по пописима | Број становника по пописима | Број становника по пописима | Број становника по пописима | Број становника по пописима | Број становника по пописима | Број становника по пописима | Број становника по пописима | Број становника по пописима | Број становника по пописима | Број становника по пописима | Број становника по пописима | Број становника по пописима |
| --------------------------- | --------------------------- | --------------------------- | --------------------------- | --------------------------- | --------------------------- | --------------------------- | --------------------------- | --------------------------- | --------------------------- | --------------------------- | --------------------------- | --------------------------- | --------------------------- | --------------------------- | --------------------------- |
| 1857                        | 1869                        | 1880                        | 1890                        | 1900                        | 1910                        | 1921                        | 1931                        | 1948                        | 1953                        | 1961                        | 1971                        | 1981                        | 1991                        | 2001                        | 2011                        |
| 213                         | 270                         | 299                         | 322                         | 356                         | 340                         | 0                           | 273                         | 279                         | 272                         | 275                         | 251                         | 224                         | 252                         | 381                         | 368                         |

Напомена: До 1931. исказивано под именом Сплиска. У 1921. подаци су садржани у насељу Супетар.

### Попис1991.
На попису становништва 1991. године, насељено место Сплитска је имало 252 становника, следећег националног састава:
| Попис 1991.‍  | Попис 1991.‍  | Попис 1991.‍ | Попис 1991.‍ | Попис 1991.‍ |
| ------------ | ------------ | ----------- | ----------- | ----------- |
|              |              |             |             |             |
| Хрвати       | Хрвати       |             | 227         | 90,07%      |
| Југословени  | Југословени  |             | 7           | 2,77%       |
| Срби         | Срби         |             | 4           | 1,58%       |
| Муслимани    | Муслимани    |             | 3           | 1,19%       |
| Немци        | Немци        |             | 2           | 0,79%       |
| Црногорци    | Црногорци    |             | 1           | 0,39%       |
| остали       | остали       |             | 1           | 0,39%       |
| неопредељени | неопредељени |             | 3           | 1,19%       |
| регион. опр. | регион. опр. |             | 1           | 0,39%       |
| непознато    | непознато    |             | 3           | 1,19%       |
| укупно: 252  |              |             |             |             |